# Dryopsophus cryptotis
Espèce
Synonymes
- Cyclorana cryptotis Tyler & Martin, 1977
- Litoria cryptotis (Tyler & Martin, 1977)

Statut de conservation UICN

 LC  : Préoccupation mineure
Dryopsophus cryptotis est une espèce d'amphibiens de la famille des Pelodryadidae.

## Répartition
Cette espèce est endémique du Nord de l'Australie. Elle se rencontre jusqu'à 500 m d'altitude :
- en Australie-Occidentale dans la région de Kimberley dans les cours inférieurs de l'Ord et du Fitzroy ;
- dans le Nord du Territoire du Nord jusqu'à la frontière avec le Queensland.

La zone d'occupation de cette espèce est d'environ 465 800 km2.

## Habitat
Cette espèce vit en saison sèche enfouie dans le sol. Elle habite les prairies des plaines des régions sèches tropicales et subtropicales.

## Description
L'holotype de Litoria cryptotis, un mâle adulte, mesure 40,8 mm. Les mâles mesurent de 34 à 46 mm et les femelles de 36 à 46 mm. Cette espèce a la face dorsale gris pâle nuancé de marques irrégulières sombres et présente une fine ligne longitudinale blanche incomplète. Sa tête est ornée de chaque côté par une large rayure sombre s'étendant de la narine jusqu'à la racine des membres antérieures en passant par l’œil. Sa face ventrale est crème devenant grisâtre au niveau du menton. Le mâle présente un seul sac vocal.
Le chant du mâle dure environ 530 ms et se compose de 158 pulsations par seconde à la fréquence dominante de 1 040 Hz. La période de reproduction s'étend de janvier à février. Les œufs sont déposés en grandes masses irrégulières dans des mares temporaires dont la température de l'eau peut atteindre 40 °C. Les têtards se métamorphosent au bout d'un mois.

## Étymologie
Son nom d'espèce, du grec ancien κρυπτός, kruptos, « caché », et ὠτός, ôtos, « oreille », lui a été donné en référence à ses tympans recouverts de peau ce qui les rend invisibles de l'extérieur.

## Publication originale
- Tyler & Martin, 1977 : Taxonomic studies in some leptodactylid frogs of the genus Cyclorana Steindachner. Records of the South Australian Museum, vol. 17, no 15, p. 261-276 (texte intégral).